# Championnats du monde d'escalade 2021
Navigation
Édition précédente Édition suivante
Les Championnats du monde d'escalade de 2021 se tiennent à Moscou, en Russie du 15 au 22 septembre 2021.

## Organisation
Cette édition se déroule à Moscou fin septembre 2021, moins de deux mois après les débuts de l’escalade comme discipline olympique aux Jeux de Tokyo.
Le lieu de la compétition est confirmé début 2021, après des discussions entre la fédération internationale d’escalade (IFSC) et le Tribunal arbitral du sport au sujet des sanctions imposées à la Russie lui interdisant d’organiser sur son sol des compétitions internationales à la suite des problèmes de dopage détectés dans les années 2010,.
Au total, environ mille athlètes de cinquante pays devraient être présents. Les disciplines représentées sont l’escalade de vitesse, le bloc et la difficulté ; il n’y a pas d’épreuve dédiée prévue pour le combiné, qui doit changer de format entre les JO de Tokyo 2020 et ceux de Paris 2024.

## Podiums

### Bloc
| Catégorie | Or               | Argent         | Bronze       |
| --------- | ---------------- | -------------- | ------------ |
| Femmes    | Natalia Grossman | Camilla Moroni | Stasa Gejo   |
| Hommes    | Kokoro Fujii     | Tomoa Narasaki | Manuel Cornu |

### Difficulté
| Catégorie | Or             | Argent           | Bronze          |
| --------- | -------------- | ---------------- | --------------- |
| Femmes    | Seo Chae-hyun  | Natalia Grossman | Laura Rogora    |
| Hommes    | Jakob Schubert | Luka Potocar     | Hamish McArthur |

### Vitesse
| Catégorie | Or              | Argent            | Bronze              |
| --------- | --------------- | ----------------- | ------------------- |
| Femmes    | Natalia Kalucka | Iuliia Kaplina    | Aleksandra Mirosław |
| Hommes    | Danyil Boldyrev | Erik Noya Cardona | Noah Bratschi       |

### Combiné
Les résultats du combiné sont basés sur les résultats des compétiteurs aux épreuves de bloc, difficulté et vitesse, il n’y a pas eu d’épreuve combinée spécifique.
| Catégorie | Or            | Argent         | Bronze         |
| --------- | ------------- | -------------- | -------------- |
| Femmes    | Jessica Pilz  | Mia Krampl     | Elnaz Rekabi   |
| Hommes    | Yannick Flohé | Philipp Martin | Fedir Samoilov |

### Handi-escalade
| Catégorie                                    | Or                  | Argent               | Bronze                |
| -------------------------------------------- | ------------------- | -------------------- | --------------------- |
| Déficient visuel B1 hommes                   | Sho Aita            | Razvan Nedu          | Jesse Dufton          |
| Déficient visuel B2 hommes                   | Fumiya Hamanoue     | Richard Slocock      | Raul Simon Franco     |
| Déficient visuel B2 femmes                   | Abigail Robinson    | Edith Scheinecker    | Nadia Bredice         |
| Déficient visuel B3 hommes                   | Kazuhiro Minowada   | Cosmin Florin Candoi | Lux Losey Sail        |
| Déficient visuel B3 femmes                   | Ionela Grecu        | Tanja Glušič         | Sunita Dhondappanavar |
| Amputation d’un membre inférieur AL-2 hommes | Thierry Delarue     | Frederik Leys        | Shuhei Yuki           |
| Amputation d’un membre supérieur AU-2 hommes | Matthew Phillips    | Brian Zarzuela       | Kevin Bartke          |
| Mobilité réduite RP1 hommes                  | Angelino Zeller     | Tanner Cislaw        | Korbinian Franck      |
| Mobilité réduite RP1 femmes                  | Pavitra Vandenhoven | Eva Mol              | Marta Peche Salinero  |
| Mobilité réduite RP2 hommes                  | Mor Michael Sapir   | Benjamin Mayforth    | Bastien Thomas        |
| Mobilité réduite RP2 femmes                  | Solenne Piret       | Leanora Volpe        | Lucia Capovilla       |
| Mobilité réduite RP3 hommes                  | Romain Pagnoux      | Mathieu Besnard      | Iman Edrisi           |
| Mobilité réduite RP3 femmes                  | Lucie Jarrige       | Martha Evans         | Katharina Ritt        |